# Johann Simon von Kerner
Johann Simon von Kerner ( * 1755 - 1830 ) fue un consejero de la corte de Württemberg, y botánico alemán.
Fue profesor de botánica en la "Hohen Carlsschule de Stuttgart", y uno de los maestros del naturalista francés Georges Cuvier (1769-1832). Escribió e ilustró por sí mismo, numerosos libros sobre botánica aplicados a la economía; siendo hoy extremadamente raros. Entre 1803 y 1815, publicó una obra histórica en Stuttgart, en francés, sobre la vid llamada « Le Raisin : ses espèces et variétés dessinées et colorées d'après nature (La uva: sus especies y variedades dibujado y coloreado de la naturaleza) », con una serie de doce planchas ilustradas de su mano. Como también fue el autor de varios libros sobre la vinificación, y a menudo erróneamente se le atribuye el descubrimiento y el nombre de la variedad o cepa alemana Kerner. De hecho, es el nombre de su homónimo y contemporáneo, el poeta y médico Justinus Kerner (1786-1862) que vivió en Weinsberg, no muy lejos del Instituto Estatal de Investigaciones sobre el vino, donde se obtuvo en 1929 la cepa Kerner, a partir de cepas Trollinger y Riesling.
Este erudito describió tres variedades de Salix, dos especies de geranios, y la strelitzia. Estudió y dio su nombre científico a Raphanus sativus var. niger (Mill.) J.Kern.)

## Algunas publicaciones
- 1810. Les Melons. 8 pp.
- Kupfertafeln (Hojas de cobre). Handlungs-Produkte aus dem Pflanzenreich (productos de acción del reino vegetal)
- 1813. Joh. S. de Kerneri hortus semper virens. Ed. Apud autorem
- 1825. Genera plantarum selectarum specierum iconibus illustrata (Géneros de plantas, &c.) Ed. Apud auctorem et typis P.F. Stein
- anton joseph Kerner, johann simon von Kerner. 1863. Herbarium österreichischen Weiden: i-iii, v-ix decade Ed. Wagner. 14 pp.

### Libros
- johann reinhold Forster, johann simon von Kerner. 1779. J. R. Forster's ... und G. Forster's Beschreibungen der Gattungen von Pflanzen auf einer Reise nach den Inseln der Süd-See gesammelt. 160 pp.
- 1783. Beschreibung und Abbildung der Bäume und Gesträuche, welche in dem Herzogthum Wirtemberg wild wachsen (Descripciones y representaciones de árboles y arbustos, que crecen silvestres en el ducado Wirtemberg). 138 pp. Reeditó BiblioBazaar, en 2010: 338 pp. ISBN 1144378788
- 1783. A. Nadelbäume. B. Nadelgesträuche. Volumen 1 de Johann Simon Kerners ... Beschreibung und Abbildung der Bäume und Gesträuche, welche in dem Herzogthum Wirtemberg wild wachsen. Ed. Cotta. 30 pp.
- 1786. Giftige und essbare Schwämme, welche so wohl im Herzogthum Wirtemberg als auch in übrigen Teutschland wild wachsen (esponjas tóxicas y comestibles, que crecen muy bien en el ducado Wurtemberg, así como en las tierras silvestres, a Teutsch). 68 pp.
- 1786. Abbildung Aller Oekonomischen Pflanzen. Ed. Cotta. 68 pp.

## Honores

### Epónimos
El género Kernera Medik. de la familia de las crucíferas fue nombrada en su honor.
- La abreviatura «J.Kern.» se emplea para indicar a Johann Simon von Kerner como autoridad en la descripción y clasificación científica de los vegetales.[2]